# Olga Zaițeva
Olga Zaițeva (n. 16 mai 1978, Moscova, RSFS Rusă, URSS) este o biatlonistă rusă, medaliată olimpică. A participat la 4 ediții ale Jocurilor Olimpice (2002, 2006, 2010, 2014) în care a câștigat două medalii de aur și o medalie de argint.